# Ceriana siamensis
Ceriana siamensis är en tvåvingeart som först beskrevs av Charles Howard Curran 1931.  Ceriana siamensis ingår i släktet griffelblomflugor, och familjen blomflugor.
Artens utbredningsområde är Thailand. Inga underarter finns listade i Catalogue of Life.